# USS Curtis Wilbur (DDG-54)
El USS Curtis Wilbur (DDG-54), llamado así en honor a Curtiss D. Wilbur, es el cuarto destructor de la clase Arleigh Burke de la Armada de los Estados Unidos.

## Nombre
Su nombre USS Curtis Wilbur honra al 43.º secretario de la Armada Curtiss D. Wilbur.

## Construcción
Fue ordenado el 13 de septiembre de 1988 al Bath Iron Works (Maine). Comenzó con la colocación de la quilla el 12 de marzo de 1991. El casco fue botado el 16 de mayo de 1992 y el buque terminado entró en servicio el 19 de marzo de 1994.

## Historial de servicio

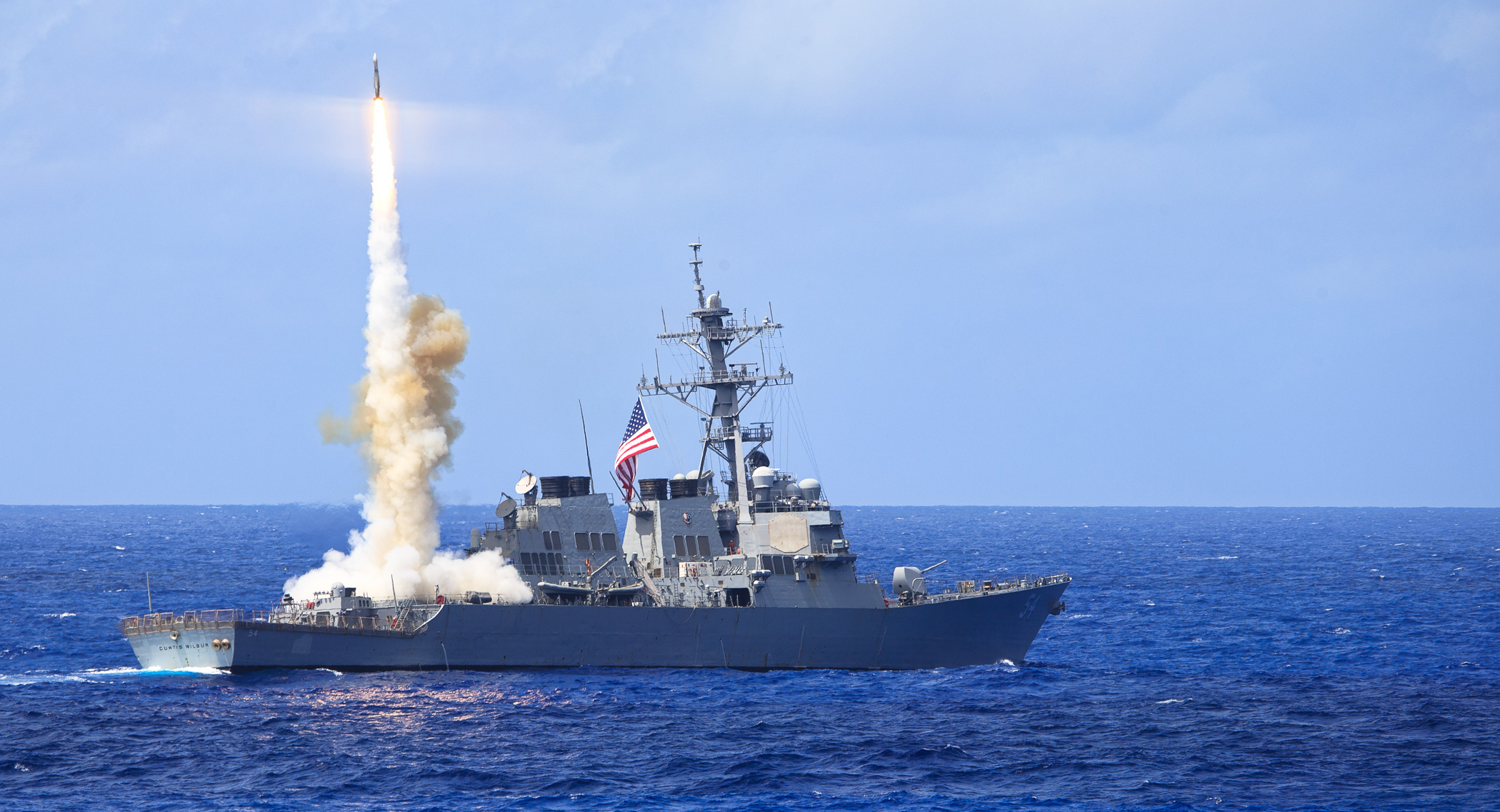
USS Curtis Wilbur (DDG-54) disparando un misil en el año 2014.

Está asignado en la Flota del Pacífico y su apostadero es la base naval de Yokosuka (Japón).